# Helmuth Conradi

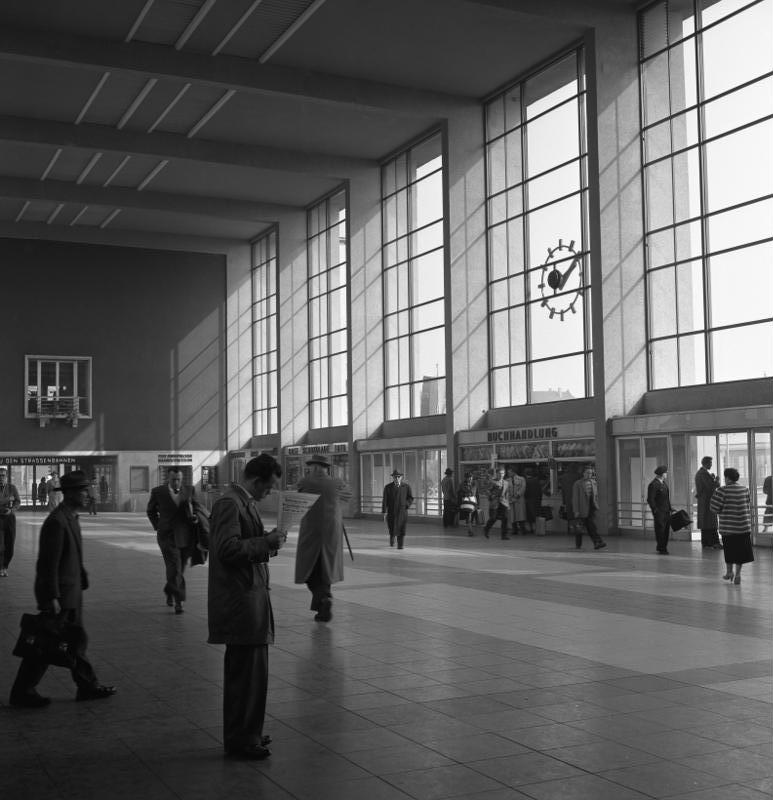
Heidelberg Hauptbahnhof, Empfangshalle, Bild von 1957

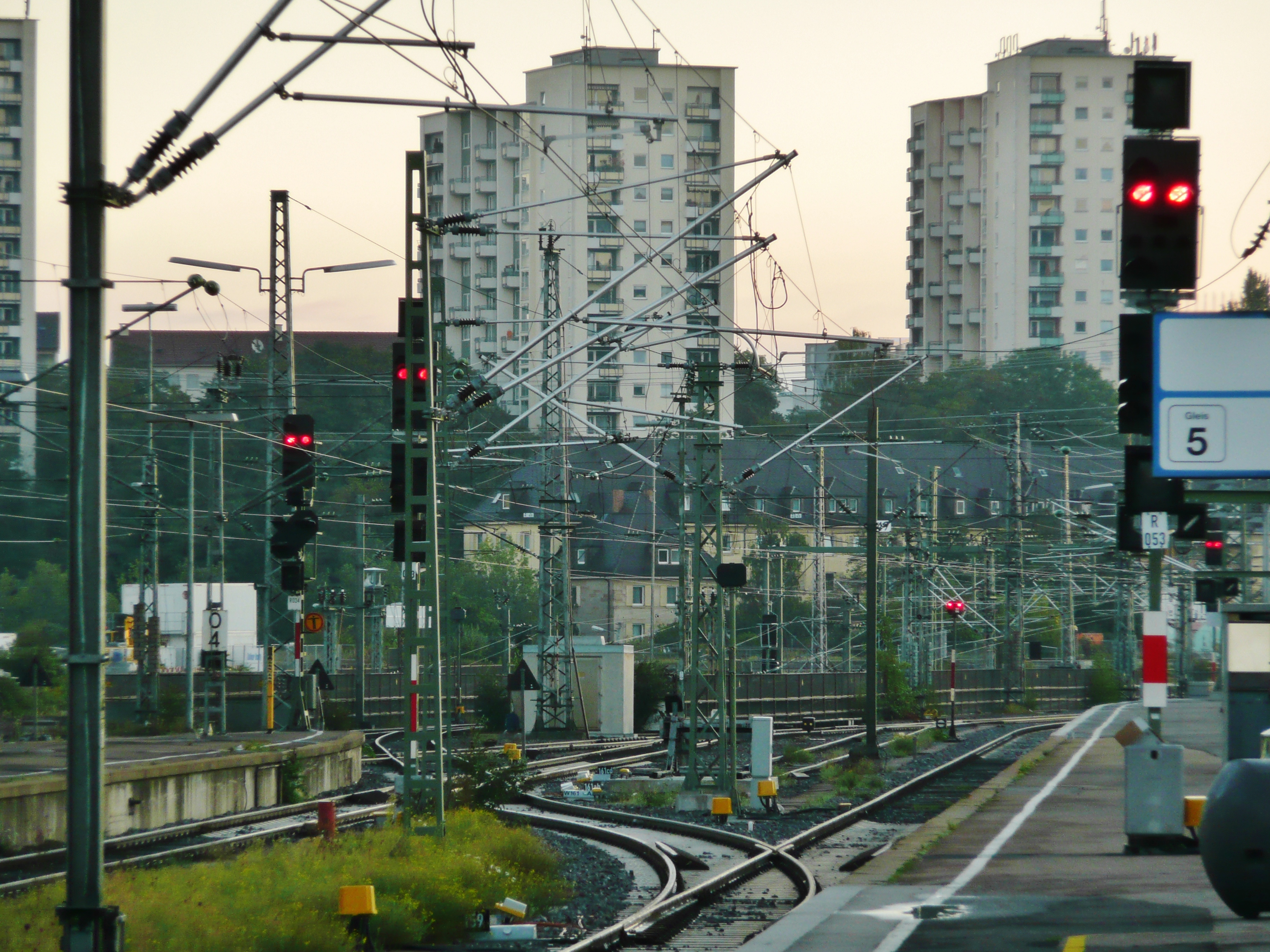
Zwei der vier Eisenbahnerhochhäuser, vom Stuttgarter Hauptbahnhof aus gesehen, Bild von 2011

Helmuth Conradi (* 27. Februar 1903 in Barmen; † 24. Dezember 1973 in Seeshaupt, Oberbayern) war ein deutscher Architekt, der hauptsächlich für die Deutsche Bundesbahn tätig war.

## Leben
Conradi war der Sohn des Architekten Ludwig Conradi († 1943) und dessen Ehefrau Martha, geb. Schuchard († 1945). Seine Schwester war die spätere Künstlerin Lis Bertram-Ehmsen.
Er studierte von 1923 bis 1926 an der Technischen Hochschule Stuttgart bei Paul Schmitthenner und Paul Bonatz.
Seit 1948 leitete er als Dezernent für Hochbau den Wiederaufbau des von Paul Bonatz entworfenen Stuttgarter Hauptbahnhofs, der im Zweiten Weltkrieg am 22. November 1942 bei Luftangriffen getroffen worden war. In den 1950er Jahren war Conradi Direktor der Bundesbahndirektion Stuttgart. In dieser Zeit entwarf er mehrere stadtbildprägende Bauten für die Deutsche Bundesbahn und die Eisenbahnsiedlung GmbH.
Ein Sohn von Helmuth Conradi war der Architekt und Politiker Peter Conradi (1932–2016).

## Bauwerke (Auswahl)
- Heidelberg Hauptbahnhof (1952–1955)
- Eisenbahnerhochhäuser in Stuttgart (1954–1956), auch als Conradi-Hochhäuser bekannt; 4 annähernd baugleiche Hochhäuser (11 bis 15 Geschosse) in Stuttgart-Nord nördlich vom Hauptbahnhof (Mönchstraße 3 und 5, Friedhofstraße 11 und 25) als Wohnhäuser für Bundesbahn-Mitarbeiter, mit Läden im Erdgeschoss[1]
- Pforzheim Hauptbahnhof (1957–1958)
- Bahnhof Bietigheim-Bissingen (1958–1961)

## Veröffentlichungen (Auswahl)
- „Großstädte der Zukunft“. Grundsätzliche Betrachtungen zum Wiederaufbau, In: Baumeister, 1946, S. 51–54
- Der neue Bahnhof in Heidelberg, in: Deutsche Bauzeitschrift, 1956, S. 1288–1293
- Bahnhof in Bietigheim, Württ, in: DLW-Nachrichten, 1962, 29, S. 42–46
- Schwarzwaldsanatorium in Schömberg, Kr. Calw, in: DLW-Nachrichten, 1962, 30, S. 37–41
- Hauptbahnhof Pforzheim, in: Deutsche Bauzeitung, 1963, S. 474–476